# 切佩利 (布羅德區)
49°53′1″N 25°12′2″E / 49.88361°N 25.20056°E
切佩利（烏克蘭語：Чепелі），是烏克蘭西部的村莊，隸屬利維夫州的佐洛奇夫區。該村始建於600年，面積0.79平方公里，海拔高度334米，2001年人口361，人口密度每平方公里455.23人。